# Le Bal (espace d'exposition)
Pour les articles homonymes, voir Le Bal.
Le Bal est une plateforme indépendante d’exposition, d’édition, dédiée à l’image contemporaine sous toutes ses formes : photographie, vidéo, cinéma, nouveaux médias. Créé en 2010 par  Raymond Depardon et Diane Dufour grâce au soutien de la ville de Paris, Le Bal est une association à but non lucratif.

## Historique

### Origine du nom
Dans les années folles, le 6, impasse de la Défense était un cabaret, un « hôtel d’amour » et une salle de bal. Haut lieu de fête et de plaisir, la guinguette « Chez Isis » attirait une clientèle venue s’encanailler aux portes de Paris. 

### Rénovation
Après la Seconde Guerre mondiale, l’espace devient le plus grand PMU de France jusqu’en 1992. 
Laissé à l’abandon depuis, cet espace situé au cœur du 18e arrondissement a été acquis par la Ville de Paris en 2006 sur proposition de l’Association des Amis de Magnum, pour mener à bien le projet du Bal. Au terme d’un concours ayant réuni les projets de dix architectes, la transformation architecturale du Bal a été confiée à deux jeunes architectes, Caroline Barat et Thomas Dubuisson (Agence Search).

### Aujourd'hui
Après trois ans de travaux, Le Bal devient une plate-forme d’exposition, de production, d’édition, de pédagogie, de rencontres et de débats autour des multiples écritures : essai, typologie, pamphlet, reportage, chronique, détournement, récit, enquête, album… 

## Expositions
- 2010 : Anonyme, l’Amérique sans nom : Photographie et Cinéma
- 2010 : Malik Nejmi – Turfisme
- 2011 : Alessandra Sanguinetti / Emmet Gowin/ Erik Kessels / Ralph Eugene Meatyard / Sadie Benning – Cinq étranges albums de famille
- 2011 : Tokyo-E – Une saison japonaise au BAL
- 2011 : Topographies de la guerre
- 2011 : Mohammed Bourouissa – RIP
- 2012 : Foto/gráfica : une nouvelle histoire des livres de photographie latino-américains
- 2012 : Chris Kilip – What Happened
- 2012 : Paul Graham
- 2012 : Ceux qui arrivent
- 2013 : Antoine d’Agata - Anticorps[4]
- 2013 : Olivier Cablat - Fouilles
- 2013 : Bas Jan Ader / Taiyo Onorato / Nico Krebs – Ready (to be) made
- 2013 : Mark Cohen – Dark Knees
- 2014 : Sylvain Couzinet-Jacques & la nouvelle scène photographique espagnole
- 2014 : Mikhael Subotzky & Patrick Waterhouse – Ponte City
- 2014 : Kourtney Roy – Ils pensent déjà que je suis folle
- 2014 : Lewis Baltz – Common Objects
- 2014 : Sophie Calle / Julien Magre / Stéphane Couturier / Alain Bublex / Antoine d'Agata – S’il y a lieu je pars avec vous
- 2014 : Dirk Braeckman
- 2015 : Léa Habourdin et Thibault Brunet – Les Immobiles
- 2015 : Mark Lewis – Above and Below
- 2015 : Images à charge – La Construction de la preuve par l’image[5]
- 2015 : Samuel Gratacap – Empire
- 2015 : Dust : Histoire de poussière d’après Man Ray et Marcel Duchamp
- 2016 : Noémie Goudal – Cinquième Corps
- 2016 : Gerard Petrus Fieret
- 2017 : Stéphane Duroy – Again and Again
- 2017 : Kate Barry - The Habit of Being
- 2017 : Magnum Analog Recovery
- 2017 : Clément Cogitore – Braguino ou la communauté impossible
- 2018 : En Suspens
- 2018 : Batia Suter – Radial Grammar
- 2018: Dave Heath – Dialogues with solitudes
- 2019 : Hannah Darabi - Rue Enghelab, La Révolution par les livres, Iran 1979-1983
- 2019 : Alex Majoli - Scene
- 2019 : Barbara Probst - The Moment in Space

### Éditions du Bal
À l’occasion de chaque exposition, LE BAL publie des ouvrages avec des maisons d’édition de livres de photographie en association avec des maisons d’édition spécialisées autour de l’image (Steidl, Filigranes, EXB)
- 2010 : Chez Isis, les archives du BAL – Le Bal
- 2010 : The Makes – Eric Baudelaire  - Le Bal / Centre national des arts plastiques
- 2010 : Anonymes, l’Amérique sans nom : Photographie et Cinéma – Le Bal /Steidl
- 2011 : A criminal investigation – Watabe Yukichi – Le Bal / Éditions Xavier Barral
- 2011 : Photo express : Tokyo Keizo Kitajima – Le Bal / Steidl
- 2011 : Topographies de – Le Bal / Steidl
- 2013: Anticorps – Antoine d’Agata – Le Bal / Éditions Xavier Barral Prix du livre d’auteur aux rencontres d’Arles 2013[6]
- 2014 :  Ponte City– Mikhael Subotsky et Patrick Waterhouse – Le Bal / Steidl- Prix the deutsche Borse photography 2015[7]
- 2014 : Common Objects – Lewis Baltz – Le Bal/Steidl
- 2014 : S’il y a lieu je pars avec vous – Sophie Calle, Julien Magre, Stéphane Couturier, Alain Bublex, Antoine d’Agata - Le Bal / Éditions Xavier Barral
- 2014: Sisyphe – Dirk Braeckman – Le Bal / Éditions Xavier Barral
- 2015 : Above and Below – Mark Lewis – Le Bal
- 2015 : Images à charge, la construction de la preuve par l’image – Le Bal / Éditions Xavier Barral - Prix aperture du meilleur catalogue photographie[8]
- 2015 : Dust : Histoires de poussière d’après Man Ray et Marcel Duchamp – Le Bal / Mack éditions
- 2016 : Observatoires – Noémie Goudal - Le Bal/ Rvb Books
- 2016 : Provoke, between protest and performance - Le Bal / Steidl
- 2016 : Gerard Petrus Fieret– Le BAL / Éditions Xavier Barral
- 2017 : Stéphane Duroy, Unknown -  LE BAL / Éditions Filigranes / Anthea
- 2017 : Kate Barry, The Habit of Being – Le BAL / Éditions Xavier Barral
- 2017 : Magnum Analog Recovery – Le BAL
- 2017 : Clément Cogitore, Braguino ou la communauté impossible – Le BAL / Éditions Filigranes
- 2018 : En Suspens - Le BAL / Shelter Press
- 2018 : Batia Suter, Radial Grammar Le BAL / Roma Publications, Amsterdam
- 2018 : Dave Heath, Dialogues with solitudes - Le BAL / Steidl
- 2019 : Hannah Darabi - Rue Enghelab, La Révolution par les livres, Iran 1979-1983 - Le BAL / Spector Books
- 2019 : Alex Majoli, Scene - LE BAL / MACK
- 2019 : Barbara Probst, The Moment in Space, LE BAL / Hartmann Books

## La Fabrique du Regard
Plateforme pédagogique du BAL, La Fabrique du regard forme les jeunes à et par l’image. Depuis sa création en 2008, La Fabrique du Regard mène un travail en profondeur avec des jeunes dans les quartiers politique de la ville, les réseaux d’éducation prioritaire, dans les territoires éloignés d’une offre culturelle et artistique. À travers une thématique chaque année renouvelée, les jeunes découvrent de manière active les expositions du Bal, analysent des films lors d’ateliers de projection, interrogent les enjeux des images sur la plateforme en ligne Ersilia, rencontrent des professionnels et s’investissent dans des ateliers de création. Leurs films, publications, affiches, parcours en réalité augmentée, jeux, sont présentés lors d’une exposition dans un lieu en présence de l’ensemble des participants, des acteurs de terrain, des parents et des partenaires. Cette initiative a été récompensée en 2016 par le label de La France s'engage.